# Chung Kai-lai
Dans ce nom chinois, le nom de famille, Chung, précède le nom personnel.
Kai Lai Chung (Chinois traditionnel : 鍾開萊; Chinois simplifié : 钟开莱; 1917 – 2009) est un mathématicien sino-américain connu pour ses importantes contributions à la théorie des probabilités moderne.

## Biographie
Chung est né le 19 septembre 1917 à Hangzhou, la capitale de la province du Zhejiang. Chung entre à l'Université Tsinghua en 1936, et suit d'abord des études de physique dans son département de physique. En 1940, Chung est diplômé du département de mathématiques de l'Université nationale associée du sud-ouest, où il travaille comme assistant d'enseignement[réf. nécessaire]. Au cours de cette période, il étudie d'abord la théorie des nombres avec Hua Luogeng  puis la théorie des probabilités avec Pao-Lu Hsu.
En 1944, Chung est choisi pour être l'un des lauréats du sixième programme de bourses financé par les indemnités Boxer (en) pour étudier aux États-Unis. Il arrive à l'Université de Princeton en décembre 1945, et a obtenu son doctorat en 1947. La thèse de Chung était intitulée « On the maximum partial sum of sequences of independent random variables » (« Sur la somme partielle maximale de suites de variables aléatoires indépendantes ») et il a travaillé sous la supervision de John Wilder Tukey et Harald Cramér.
Dans les années 1950, Chung a enseigné à l'Université de Chicago, l'Université Columbia, l'Université de Californie à Berkeley, l'Université Cornell et l'Université de Syracuse. Il est ensuite transféré à l'Université Stanford en 1961, où il a fait des contributions fondamentales à l'étude du mouvement brownien et posé le cadre général de la théorie mathématique des chaînes de Markov. Chung est par la suite nommé professeur émérite de mathématiques au département de Mathématiques à l'université Stanford.
Chung est considéré comme l'un des principaux probabilistes d'après-guerre. Il a été conférencier invité au Congrès international des mathématiciens, une première fois en 1958 à Edimbourg, puis en 1970 à Nice. Quelques-unes de ses contributions les plus influentes résident dans la forme de ses exposés dans les manuels élémentaires de probabilités et sur les chaînes de Markov. En outre, Chung a également exploré d'autres branches des mathématiques, telles que la théorie probabiliste du potentiel et les théorèmes de jauge pour l'équation de Schrödinger.
La visite de Chung en Chine en 1979, en collaboration avec Joseph Leo Doob et Jacques Neveu, et les visites suivantes, ont servi de déclencheur à un regain d'échange entre les probabilistes chinois et leurs homologues occidentaux. Il a également servi comme un examinateur externe pour plusieurs universités en Asie, dont l'Université nationale de Singapour.
En 1981, Chung a initié, avec Erhan Cinlar et Ronald Getoor, les "Séminaires sur des Processus Stochastiques", un colloque annuel national renommé couvrant les processus de Markov, le mouvement brownien et les probabilités.
Chung possédait également une large et intime connaissance de la littérature et de la musique, en particulier de l'opéra. Il avait aussi un intérêt pour la culture italienne et il a appris de lui-même l'italien après avoir pris sa retraite. Chung parle plusieurs langues et traduit un livre de probabilité de l'anglais vers le russe.
Chung est mort de causes naturelles le 1er juin 2009, à l'âge de 91 ans.
Parmi ses étudiants notables figure Ruth J. Williams. Il est l'un des mathématiciens, auprès du lauréat de la médaille Fields Shing-Tung Yau et de Sun-Yung Alice Chang, entre autres, à avoir parrainé le Congrès international des mathématiciens chinois.

## Publications
- avec Farid Aitsahlia : Elementary Probability Theory, Springer;  (ISBN 038795578X).
- A Course in Probability Theory[2].
- Markov Processes with Stationary Transition Probabilities[3].
- Selected Works Of Kai Lai Chung; World Scientific Publishing Company;  (ISBN 981-283-385-4).
- Green, Brown, & Probability and Brownian Motion on the Line, World Scientific Publishing Company;  (ISBN 981-02-4689-7).
- avec R. J. Williams : Introduction to stochastic integration (Progress in probability and statistics).
- avec Jean Claude Zambrini : Introduction to Random Time and Quantum Randomness; World Scientific;  (ISBN 978-981-238-388-4).
- Chance & Choice: Memorabilia.
- avec John B. Walsh : Markov Processes, Brownian Motion, and Time Symmetry; (Grundlehren der mathematischen Wissenschaften).
- avec Zhongxin Zhao : From Brownian Motion to Schrödinger's Equation; (Grundlehren der mathematischen Wissenschaften)[4].
- Lectures from Markov Processes to Brownian Motion; (Grundlehren der mathematischen Wissenschaften)[5].
- « Maxima in Brownian excursions ». Bulletin of the American Mathematical Society. 81 (4): 742–745.  (ISSN 0002-9904). DOI 10.1090/s0002-9904-1975-13852-3 (1975).